# 圣玛丽亚达费拉
圣玛丽亚达费拉（葡萄牙語：Santa Maria da Feira）是葡萄牙贝雅区的一个堂区。总面积15.6平方公里，总人口3577人，人口密度229.4人/平方公里。

## 友好城市
- 法國 茹埃莱图尔